# الإجهاض في الدنمارك
تم تقنين الإجهاض في الدنمارك بشكل كامل في 1 أكتوبر 1973 ،  أدى ذلك إلى السماح بإجراء العملية بشكل إختياري إذا ما لم يتجاوز حمل المرأة الأسبوع الثاني عشر. يتحتم على المريضة بموجب القانون الدنماركي، أن يكون عمرها أكثر من 18 عامًا لإتخاذ قرار الإجهاض بنفسها؛ و لكن يجب موافقة الوالدين في حالات القصر، و يُلغى هذا الشرط في ظروف خاصة. يمكن إجراء الإجهاض بعد مرور 12 أسبوعًا إذا كانت حياة المرأة أو صحتها في خطر. يُمكن أيضًا منح المرأة إذنًا بالإجهاض بعد 12 أسبوعًا إذا ثبت وجود ظروف معينة (مثل سوء الحالة الإجتماعية أوالاقتصادية للمرأة، أو خطر حدوث عيوب خَلقية في الجنين، أو أن يكون الحمل ناتج عن الاغتصاب، أو يشكل خطراً على الصحة العقلية للأم. 

## التدرج التاريخي

النسبة المئوية لما تم إجهاضه من حمل في الدنمارك.

دعا القانون الدنماركي لعام 1683 إلى إعدام أي امرأة غير متزوجة قامت بإنهاء حملها.  
مدد قانون القابلات لعام 1714 ( Jordemoderforordningen ) عقوبة الإعدام لتشمل القابلات اللائي قمن بالمساعدة على الإجهاض، مع ذلك ليس واضحاً عدد المرات التي تم فيها تنفيذ هذه العقوبة. تمت تسوية قضية عام 1760 تتعلق بإستخدام عقاقير إجهاض غير مشروعة مقابل غرامة إدارية؛ و قضية قضائية أخرى عام 1772 على امرأة تُوفيت بعد تعاطي المخدرات بشكل غير قانوني أدى فقط إلى دفع غرامة ؛  و بالإقتراب من نهاية القرن، تم تخفيف أحكام الإعدام بشكل روتيني. 
مع قانون العقوبات الجديد لعام 1866، تم تخفيض العقوبة القصوى إلى ثماني سنوات من العمل الإجرائي الجزائي. في عام 1930 تم تخفيض السجن إلى مدة عامين، و أُضيف إعفاءاً للحالات التي يهدد فيها الحمل حياة الأم.  
أُثير نقاشاً جماهيرياً و سياسياً خلال عشرينيات و ثلاثينيات القرن الماضي حول قضية الإصلاحات الليبرالية في قوانين الإجهاض، و ذلك بالتوازي مع إثارت الجدل حول التربية الجنسية وتحديد النسل.  
تم السماح بالإجهاض لأول مرة في عام 1939 عن طريق التقدم بطلب لذلك؛ و إذا ما أعتبر الأطباء أن هذا الحمل يقع تحت أحد ثلاث فئات (ضار أو مميت للأم، ذو معدل عالي مُتوقع لحدوث عيوب خلقية، أو أنه ناتج عن الاغتصاب)، يمكن للمرأة في ذلك إنهاء حملها قانونياً.  تم قبول أكثر من نصف الطلبات الواردة في عامي 1954 و 1955؛ و قد أدت معدلات القبول المنخفضة إلى زيادة عمليات الإجهاض غير القانوني التي تتم خارج حدود المستشفيات.  تمت الموافقة على ملحق لقانون 1939 في 24 مارس 1970،  يسمح بالإجهاض الإختياري للنساء تحت سن 18 عامًا  حيث تم إعتبارهن "غير مهيئات للأمومة"، و أيضا النساء فوق سن 38 عامًا.  
تم التقنين الكامل للإجهاض في الدنمارك في 1 أكتوبر 1973،  مما سمح بإجراء الإجهاض بشكل إختياري تماماً إذا لم يتجاوز حمل المرأة الأسبوع الثاني عشر. لا يزال قانون 1973 ساري المفعول حتى يومنا هذا مُلغيأ لقانون 1970. 
إعتباراً من عام 2013 بلغ معدل الإجهاض 12.1 حالة لكل 1000 امرأة تتراوح أعمارهن بين 15 و 49 عامًا، وهو أقل من المعدل المتوسط لدول الشمال (الدنمارك وفنلندا وأيسلندا والنرويج والسويد). الغالبية العظمى من الدنماركيين يؤيدون الوصول إلى الإجهاض القانوني. رصدت استطلاعات الرأي عام 2007 أن 95٪ يؤيدون هذا.

## حقوق الإجهاض للقاصرات
يسمح القانون الدنماركي عمومًا للأطفال بإدلاء الموافقة على الإجراءات الطبية من سن 15 عامًا،  ولكن ليس في حالة الإجهاض حيث تكون موافقة الوالدين مطلوبة حتى سن 18 عامًا  يجوز للقاصر أن تطلب من الحكومة إجراء عملية إجهاض دون موافقة الوالدين، أو (في حالات خاصة) حتى دون إبلاغ الوالدين.  يتراوح عدد هذه الطلبات بين 20 و 40 طلبًا سنويًا وعادة ما يتم قبولها، على الرغم من ذلك تم في عام 2014 رفض موافقة الوالدين والإعفاء الحكومي وإجبار طفلة واحدة على الاستمرار في حملها. 
بالفعل في عام 2003، اقترح حزب اليسار الأخضر تخفيض السن الذي يمكن عنده إجراء الإجهاض دون موافقة الوالدين إلى 15 عامًا،  بما يتماشى مع السن الدنماركي العام للاستقلالية الطبية ،  ولكن على الرغم من الحصول على الدعم من الأغلبية البرلمانية، ظل القانون دون تغيير في ذلك الوقت. في عام 2023، أعلنت الحكومة الدنماركية عن خطط جديدة لتغيير القانون أخيرًا.  سيظل الأطفال الذين تقل أعمارهم عن 15 عامًا بحاجة إلى موافقة الوالدين.

## جزر فاروس
لا يزال القانون الدنماركي لعام 1956 يحكم الإجهاض في جزر فارو ، والذي يقصر عمليات الإجهاض على الظروف الثلاثة المذكورة أعلاه (الحمل ضار أو مميتًا للأم ، أو خطر حدوث تشوهات خَلقية ، أو الحمل الناتج عن الاغتصاب) ، و بسبب أن السياسيين الدنماركيين لم يكونوا راغبين على مدار تاريخهم في فرض قانون الإجهاض الدنماركي على سكان جزر فارو الأكثر تحفظًا.   تم نقل سياسة الإجهاض رسميًا إلى برلمان جزر فارو في عام 2018.  
اعتبارًا من عام 2020، وصل معدل الإجهاض في جزر فارو 2.9 حالة إجهاض لكل 1000 امرأة تتراوح أعمارهن بين 15 و 44 عامًا، أي ربع المعدل في الدنمارك. بالإضافة إلى ذلك المعدل، تسافر بعض نساء جزر فارو إلى الدنمارك لإجراء العملية.

## جرينلاند
تم تقنين الإجهاض في جرينلاند في 12 يونيو 1975، بموجب تشريع مكافئ للقانون الدنماركي. 
اعتبارًا من عام 2019 ، بلغ معدل الإجهاض في جرينلاند 79.7 حالة إجهاض لكل 1000 امرأة تتراوح أعمارهن بين 15 و 44 عامًا ، وهو من بين أعلى المعدلات في العالم و يزيد بحوالي ستة أضعاف عن المعدل الدنماركي؛ و قد تجاوز عدد حالات الإجهاض عدد المواليد الأحياء سنويًا منذ عام 2013. وعلى الرغم من التعامل مع هذا الأمر على أنه مصدر قلق للصحة العامة، إلا أن المعدل لا يزال مرتفعًا.